# Halloween (phim 1978)
Halloween là một bộ phim kinh dị - tâm lý năm 1978 của Mỹ do John Carpenter làm đạo diễn, nó là phim đầu tiên trong loạt phim Halloween của tên sát nhân tâm thần Michael Myers. Halloween có sự tham gia của diễn viên Donald Pleasence và Jamie Lee Curtis. Câu khẩu hiệu của phim là The night he came home!, dịch tiếng Việt: Đêm nay hắn về nhà!.

## Nội dung
Ngày 31 tháng 10 năm 1963, cậu bé Michael Myers 6 tuổi sống tại thị trấn Haddonfield đã giết chết chị gái mình là Judith Myers (Sandy Johnson) bằng một con dao làm bếp. Sau đó cậu bị đưa vào viện tâm thần, 15 năm sau vào ngày 30 tháng 10 năm 1978, Michael trốn khỏi viện tâm thần.
Ngày hôm sau, hắn mang mặt nạ trắng, cùng với con dao bếp trở lại Haddonfield và bắt đầu rình rập một nữ sinh trung học tên Laurie Strode (Jamie Lee Curtis). Hắn theo dõi cô từ trường cho đến khi cô về đến nhà, lúc này Laurie đã để ý về sự xuất hiện của hắn, cô kể chuyện đó cho hai người bạn thân là Annie Brackett (Nancy Kyes) và Lynda Van Der Klok (P. J. Soles), nhưng họ không quan tâm và gạt qua một bên. Rồi cô về nhà, từ cửa sổ cô giật mình khi thấy Michael đứng ở ngoài cửa ngay trước sân nhà cô rồi biến mất. Lúc này Tiến sĩ Sam Loomis (Donald Pleasence) và cảnh sát trưởng Leigh Brackett (Charles Cyphers) đang tìm kiếm Michael.
Đêm đó Annie được giao trông nom một cậu bé tên Tommy Doyle (Brian Andrews) và cô bé Lindsey Wallace (Kyle Richards). Khi Annie nhận được cuộc gọi từ Paul, bạn trai của cô, cô đã gửi Lindsey cho Laurie, nhưng cô không biết Michael Myers đã kịp trốn vào ghế sau xe của cô và bạn trai. Sau đó Michael giết chết Annie. Cậu bé Tommy đã nhìn thấy Michael và cậu cố thuyết phục Laurie và Lindsey rằng mình đã thấy "ông kẹ" (vì Tommy nghĩ Michael là ông kẹ chứ không biết hắn là tên giết người).
Lynda và bạn trai cô là Bob (John Michael Graham) đã vào nhà Wallace, họ vào phòng ngủ, và họ ân ái. Sau đó Bob đi xuống dưới lầu để lấy một ly bia cho Lynda, Bob bị đâm bởi con dao bếp của Michael, xác anh bị treo lên tường nhà. Michael xuất hiện ở cửa phòng ngủ, giả vờ là Bob trong trang phục ma, Lynda hỏi và không thấy trả lời, cô bắt đầu nghi ngờ và gọi Laurie, nhưng chưa kịp thì Michael đã siết cổ cô bằng sợi dây điện thoại.
Cảm thấy bất ổn, Laurie cho bọn trẻ ngủ và đến nhà Wallace. Lúc đến cô thấy xác chết của Annie, Lynda và Bob. Đột nhiên, Laurie bị tấn công bởi Michael và cô ngã xuống cầu thang. Chạy khỏi căn nhà, cô hét lên để được giúp đỡ, nhưng vô ích. Chạy trở lại nhà Doyle, cô nhận ra rằng mình đã bị mất chìa khóa và cánh cửa thì bị khóa, cô giật mình khi nhìn thấy Michael đang lại gần. Laurie hoảng loạn và hét lên cho Tommy thức dậy mở cửa. May mắn thay, Tommy đã mở cửa kịp và Laurie vội chạy vào bên trong. Laurie bảo bọn trẻ hãy ẩn náu ở nơi an toàn và sau đó cô nhận ra đường dây điện thoại đã hỏng và Michael đã vào được bên trong nhà qua cửa sổ. Khi cô ngồi xuống trong nỗi kinh hoàng bên cạnh chiếc ghế, Michael xuất hiện và cố gắng đâm cô, nhưng cô đã phản công lại, cô đâm vào cổ của Michael bằng một cây kim đan.
Tưởng rằng hắn đã chết, Laurie đi lên lầu nói với Tommy và Lindsey rằng cô đã giết chết "ông kẹ", nhưng Michael lại xuất hiện và truy đuổi Laurie. Cô để bọn trẻ vào trong buồng tắm và khóa cửa lại. Sau đó cô nấp vào tủ quần áo, nhưng Michael đã tìm ra cô và cố gắng bắt cô, cô dùng cái móc quần áo đâm vào Michael làm hắn rơi con dao, cô dùng con dao đâm hắn. Michael ngã quỵ và Laurie ra khỏi tủ quần áo, cô gọi bọn trẻ để đi kêu gọi giúp đỡ. Tiến sĩ Loomis thấy Tommy và Lindsey chạy ra khỏi nhà và nghi ngờ Michael có thể ở bên trong. Trở lại bên trong nhà, Michael đứng dậy và cố gắng siết cổ Laurie, nhưng Loomis đã đến kịp lúc để cứu cô và bắn vào đầu Michael, sau đó là năm phát vào ngực, tổng cộng là sáu phát đạn. Michael rơi từ tầng hai xuống bãi cỏ bên dưới. Laurie hỏi Loomis đó có phải là "ông kẹ" không, và Loomis nói phải. Tuy nhiên, khi Loomis nhìn qua ban công, ông thấy xác của Michael đã biến mất.

## Diễn viên
- Jamie Lee Curtis vai Laurie Strode
- Donald Pleasence vai Tiến sĩ Sam Loomis
- Nancy Kyes vai Annie Brackett
- P. J. Soles vai Lynda Van Der Klok
- Charles Cyphers vai Cảnh sát trưởng Leigh Brackett
- Nick Castle vai Michael Myers
  - Tony Moran vai Michael Myers lúc cởi mặt nạ
  - Will Sandin vai Michael Myers lúc nhỏ
- Kyle Richards vai Lindsey Wallace
- Brian Andrews vai Tommy Doyle
- John Michael Graham vai Bob Simms
- Peter Griffith vai Morgan Strode
- Sandy Johnson vai Judith Margaret Myers
- David Kyle vai bạn trai của Judith Myers